# Texas Amateur Athletic Federation
La Texas Amateur Athletic Federation (nota anche con l'acronimo TAAF) è un'associazione sportiva dilettantisica no profit con sede a Georgetown che organizza competizioni nello stato del Texas. Fanno riferimento ad essa oltre 140 società e circa 210.000 atleti. La TAAF si occupa fra le altre cose anche dell'organizzazione dei Games of Texas.
Fondata nel 1925, la TAAF fa parte del National Congress of State Games ed è distribuita geograficamente su 17 distretti, ognuno con la sua sede locale ed il suo consiglio direttivo. Oltre ai Games of Texas sono organizzate anche numerose altre gare minori, nonché programmi di istruzione sportivo-scolastica.